# Euro Hockey League masculin 2024-2025
Navigation
2023-2024 2025-2026
L'Euro Hockey League masculin 2024-2025 est la 18e saison de l'Euro Hockey League, tournoi masculin des clubs de hockey sur gazon d'Europe, organisé par la Fédération européenne de hockey.
Les belges de La Gantoise HC remportent la compétition pour la 1re fois après leur victoire 5 - 2 face aux néerlandais du HC Bloemendaal en finale. Les néerlandais du HC Rotterdam s'emparent de la médaille de bronze après leur victoire 2 - 0 face aux néerlandais du SV Kampong en match pour la 3e place.

## Attribution de l'équipe de l'association
Au total, 20 équipes de 11 des 45 associations membres de la EHF participeront à l'Euro Hockey League 2024-2025. Le classement des associations basé sur les coefficients des pays de l'EHL est utilisé pour déterminer le nombre d'équipes participantes pour chaque association:
- Les associations 1 à 3 ont chacune trois équipes qualifiées.
- Les associations 4 à 6 ont chacune deux équipes qualifiées.
- Les associations 7 à 11 ont chacune une équipe qualifiée.

### Classement des associations
Pour l'Euro Hockey League 2024-2025, les associations se voient attribuer des places en fonction de leurs coefficients de pays EHL 2024, qui prennent en compte leurs performances en Euro Hockey League et les Trophées d'Europe I et II de 2022 à 2024,,.
| Rang | +/- positions | Association    | Points | Équipes |
| ---- | ------------- | -------------- | ------ | ------- |
| 1    | en stagnation | Pays-Bas       | 44.500 | 3       |
| 2    | 1             | Belgique       | 34.625 | 3       |
| 3    | 2             | Angleterre     | 34.125 | 3       |
| 4    | en stagnation | Espagne        | 32.917 | 2       |
| 5    | 3             | Allemagne      | 32.917 | 2       |
| 6    | 1             | Autriche       | 22.000 | 2       |
| 7    | 1             | France         | 20.625 | 1       |
| 8    | 1             | Irlande        | 20.000 | 1       |
| 9    | 1             | Écosse         | 20.000 | 1       |
| 10   | en stagnation | Suisse         | 14.125 | 1       |
| 11   | en stagnation | Tchéquie       | 13.750 | 1       |
| 12   | 1             | Pays de Galles | 11.750 | 0       |
| 13   | 1             | Ukraine        | 10.000 | 0       |
| 14   | en stagnation | Portugal       | 7.875  | 0       |
| 15   | en stagnation | Danemark       | 5.375  | 0       |
| 16   | 4             | Turquie        | 4.750  | 0       |
| 17   | 1             | Italie         | 4.500  | 0       |
| 18   | 2             | Croatie        | 3.000  | 0       |

### Équipes
Les étiquettes entre parenthèses indiquent comment chaque équipe s'est qualifiée pour la place de son tour de départ :
- 1er, 2e, 3e : classements de la ligue de la saison précédente
- PR : vainqueurs de da phase régulière

| Tour d'entrée     | Équipes                  | Équipes                   | Équipes                       | Équipes                    |
| ----------------- | ------------------------ | ------------------------- | ----------------------------- | -------------------------- |
| Final 8           | SV Kampong (1er)         | La Gantoise HC (1er)      | Old Georgians HC (1er)        | Club Campo de Madrid (1er) |
| Tour préliminaire | HC Rotterdam (2e)        | Royal Léopold Club (PR)   | Surbiton HC (2e)              | Real Club de Polo (PR)     |
| Tour préliminaire | HC Bloemendaal (PR)      | Waterloo Ducks HC (2e)    | Wimbledon HC (3e)             | Mannheimer HC (1er)        |
| Tour préliminaire | Hamburger Polo Club (2e) | SV Arminen (1er)          | AHTC Wien (2e)                | Lille MHC (1er)            |
| Tour préliminaire | Banbridge HC (1er)       | Western Wildcats HC (1er) | Grasshopper Club Zürich (1er) | TJ Plzeň-Litice (1er)      |

## Phase préliminaire
Le 4 juillet 2024, le club anglais de Surbiton HC a été désigné organisateur de la session préliminaire qui se déroulera du 3 au 6 octobre 2024 pour la première fois depuis la saison 2012-2013 avec le club de East Grinstead HC. 

### Tirage au sort
Le tirage au sort se tiendra le 15 juillet 2024 à Barcelone en Espagne.
| # | Tête de série      |
| - | ------------------ |
| 5 | HC Rotterdam       |
| 6 | Royal Léopold Club |
| 7 | Surbiton HC        |
| 8 | Real Club de Polo  |

| #  | Non tête de série       |
| -- | ----------------------- |
| 9  | HC Bloemendaal          |
| 10 | Waterloo Ducks HC       |
| 11 | Wimbledon HC            |
| 12 | Mannheimer HC           |
| 13 | Hamburger Polo Club     |
| 14 | SV Arminen              |
| 15 | AHTC Wien               |
| 16 | Lille MHC               |
| 17 | Banbridge HC            |
| 18 | Western Wildcats HC     |
| 19 | Grasshopper Club Zürich |
| 20 | TJ Plzeň-Litice         |

### Tableau préliminaire
| #                     | Équipe 1              | Score                 | Équipe 2                | #                     |
| 1er tour préliminaire | 1er tour préliminaire | 1er tour préliminaire | 1er tour préliminaire   | 1er tour préliminaire |
| --------------------- | --------------------- | --------------------- | ----------------------- | --------------------- |
| 5                     | HC Rotterdam          | 9 - 0                 | TJ Plzeň-Litice         | 20                    |
| 13                    | Hamburger Polo Club   | 11 - 1                | SV Arminen              | 14                    |
| 8                     | Real Club de Polo     | 1 - 2                 | HC Bloemendaal          | 9                     |
| 12                    | Mannheimer HC         | 8 - 0                 | AHTC Wien               | 15                    |
| 6                     | Royal Léopold Club    | 4 - 2                 | Banbridge HC            | 17                    |
| 16                    | Lille MHC             | 1 - 1 4 - 3 tab       | Grasshopper Club Zürich | 19                    |
| 7                     | Surbiton HC           | 4 - 2                 | Waterloo Ducks HC       | 10                    |
| 11                    | Wimbledon HC          | 3 - 1                 | Western Wildcats HC     | 18                    |
| 2e tour préliminaire  |                       |                       |                         |                       |
| 5                     | HC Rotterdam          | 3 - 3 4 - 3 tab       | Hamburger Polo Club     | 13                    |
| 9                     | HC Bloemendaal        | 3 - 0                 | Mannheimer HC           | 12                    |
| 6                     | Royal Léopold Club    | 4 - 0                 | Lille MHC               | 16                    |
| 7                     | Surbiton HC           | 3 - 2                 | Wimbledon HC            | 11                    |

### Premier tour préliminaire
| Match 1              | Lille MHC                                                    | 1 - 1             | Grasshopper Club Zürich                       |                                                                             |                                                                             |
| 3 octobre 2024 12h45 | V. Lockwood 46e                                              | (0 - 1)           | 27e Haberthür                                 | Arbitrage : Rebecca Edwards Alex Fedenczuk Arbitre vidéo : Michael Dutrieux | Arbitrage : Rebecca Edwards Alex Fedenczuk Arbitre vidéo : Michael Dutrieux |
| 3 octobre 2024 12h45 | Rapport                                                      |                   |                                               | Arbitrage : Rebecca Edwards Alex Fedenczuk Arbitre vidéo : Michael Dutrieux | Arbitrage : Rebecca Edwards Alex Fedenczuk Arbitre vidéo : Michael Dutrieux |
| 3 octobre 2024 12h45 | V. Lockwood · I. Lockwood · Desgouillons · Piot · Martinache | Tirs au but 4 - 3 | Landtwing · Richner · Harte · Salis · Steiner | Arbitrage : Rebecca Edwards Alex Fedenczuk Arbitre vidéo : Michael Dutrieux | Arbitrage : Rebecca Edwards Alex Fedenczuk Arbitre vidéo : Michael Dutrieux |

| Match 2              | Banbridge HC       | 2 - 4   | Royal Léopold Club      |                                                                           |                                                                           |
| 3 octobre 2024 15h00 | Ph. Brown 30e, 48e | (1 - 1) | 26e, 33e, 45e, 56e Boon | Arbitrage : Daniël Veerman Sophie Bockelmann Arbitre vidéo : Tim Meissner | Arbitrage : Daniël Veerman Sophie Bockelmann Arbitre vidéo : Tim Meissner |
| 3 octobre 2024 15h00 | Rapport            |         |                         | Arbitrage : Daniël Veerman Sophie Bockelmann Arbitre vidéo : Tim Meissner | Arbitrage : Daniël Veerman Sophie Bockelmann Arbitre vidéo : Tim Meissner |

| Match 3              | Mannheimer HC                                                                        | 8 - 0   | AHTC Wien |                                                                              |                                                                              |
| 3 octobre 2024 17h15 | Peillat 9e, 11e, 43e, 44e · An. Rafi 13e · Hartkopf 25e · Poljaric 46e · Hasbach 55e | (4 - 0) |           | Arbitrage : Lorijn de Kraker Magali Sergeant Arbitre vidéo : Rebecca Edwards | Arbitrage : Lorijn de Kraker Magali Sergeant Arbitre vidéo : Rebecca Edwards |
| 3 octobre 2024 17h15 | Rapport                                                                              |         |           | Arbitrage : Lorijn de Kraker Magali Sergeant Arbitre vidéo : Rebecca Edwards | Arbitrage : Lorijn de Kraker Magali Sergeant Arbitre vidéo : Rebecca Edwards |

| Match 4              | HC Bloemendaal            | 2 - 1   | Real Club de Polo |                                                                            |                                                                            |
| 3 octobre 2024 19h30 | Wortelboer 4e · Beins 14e | (2 - 0) | 33e Schwarzhaupt  | Arbitrage : Michael Dutrieux Tim Meissner Arbitre vidéo : Antonio Ilgrande | Arbitrage : Michael Dutrieux Tim Meissner Arbitre vidéo : Antonio Ilgrande |
| 3 octobre 2024 19h30 | Rapport                   |         |                   | Arbitrage : Michael Dutrieux Tim Meissner Arbitre vidéo : Antonio Ilgrande | Arbitrage : Michael Dutrieux Tim Meissner Arbitre vidéo : Antonio Ilgrande |

| Match 9              | Hamburger Polo Club                                                                                      | 11 - 1  | SV Arminen  |                                                                                |                                                                                |
| 5 octobre 2024 10h45 | Staib 3e, 55e · Smith 6e, 26e · Craig 13e · Bartels 18e · Russell 19e, 60e · Brand 34e · Inglis 35e, 36e | (6 - 0) | 56e Steyrer | Arbitrage : Antonio Ilgrande Michael Dutrieux Arbitre vidéo : Lorijn de Kraker | Arbitrage : Antonio Ilgrande Michael Dutrieux Arbitre vidéo : Lorijn de Kraker |
| 5 octobre 2024 10h45 | Rapport                                                                                                  |         |             | Arbitrage : Antonio Ilgrande Michael Dutrieux Arbitre vidéo : Lorijn de Kraker | Arbitrage : Antonio Ilgrande Michael Dutrieux Arbitre vidéo : Lorijn de Kraker |

| Match 10             | HC Rotterdam                                                                                        | 9 - 0   | TJ Plzeň-Litice |                                                                         |                                                                         |
| 5 octobre 2024 13h00 | Van der Wielen 7e · Hertzberger 14e, 23e, 36e, 39e, 45e, 57e · Van der Heijden 37e · Hortensius 42e | (3 - 0) |                 | Arbitrage : Magali Sergeant Tim Meissner Arbitre vidéo : Alex Fedenczuk | Arbitrage : Magali Sergeant Tim Meissner Arbitre vidéo : Alex Fedenczuk |
| 5 octobre 2024 13h00 | Rapport                                                                                             |         |                 | Arbitrage : Magali Sergeant Tim Meissner Arbitre vidéo : Alex Fedenczuk | Arbitrage : Magali Sergeant Tim Meissner Arbitre vidéo : Alex Fedenczuk |

| Match 11             | Wimbledon HC                  | 3 - 1   | Western Wildcats HC |                                                                                |                                                                                |
| 5 octobre 2024 15h15 | Gilmour 10e · Hooper 26e, 29e | (3 - 1) | 20e Golden          | Arbitrage : Shane O'Donnell Sophie Bockelmann Arbitre vidéo : Michael Dutrieux | Arbitrage : Shane O'Donnell Sophie Bockelmann Arbitre vidéo : Michael Dutrieux |
| 5 octobre 2024 15h15 | Rapport                       |         |                     | Arbitrage : Shane O'Donnell Sophie Bockelmann Arbitre vidéo : Michael Dutrieux | Arbitrage : Shane O'Donnell Sophie Bockelmann Arbitre vidéo : Michael Dutrieux |

| Match 12             | Surbiton HC                             | 4 - 2   | Waterloo Ducks HC       |                                                                        |                                                                        |
| 5 octobre 2024 17h30 | Walker 40e · Taylor 43e, 56e · Gall 54e | (0 - 1) | 24e Dumont · 58e Domene | Arbitrage : Daniël Veerman Alex Fedenczuk Arbitre vidéo : Tim Meissner | Arbitrage : Daniël Veerman Alex Fedenczuk Arbitre vidéo : Tim Meissner |
| 5 octobre 2024 17h30 | Rapport                                 |         |                         | Arbitrage : Daniël Veerman Alex Fedenczuk Arbitre vidéo : Tim Meissner | Arbitrage : Daniël Veerman Alex Fedenczuk Arbitre vidéo : Tim Meissner |

### Matchs pour la13eplace
| Match 5              | Grasshopper Club Zürich | 0 - 3   | Banbridge HC                     |                                                                               |                                                                               |
| 4 octobre 2024 12h15 |                         | (0 - 3) | 6e, 15e J. McKee · 22e Ph. Brown | Arbitrage : Lorijn de Kraker Michael Dutrieux Arbitre vidéo : Magali Sergeant | Arbitrage : Lorijn de Kraker Michael Dutrieux Arbitre vidéo : Magali Sergeant |
| 4 octobre 2024 12h15 | Rapport                 |         |                                  | Arbitrage : Lorijn de Kraker Michael Dutrieux Arbitre vidéo : Magali Sergeant | Arbitrage : Lorijn de Kraker Michael Dutrieux Arbitre vidéo : Magali Sergeant |

| Match 7              | AHTC Wien | 1 - 4   | Real Club de Polo                              |                                                                             |                                                                             |
| 4 octobre 2024 16h45 | Fink 49e  | (0 - 3) | 8e, 55e Schwarzhaupt · 9e Laplaza · 16e Zaldua | Arbitrage : Rebecca Edwards Daniël Veerman Arbitre vidéo : Lorijn de Kraker | Arbitrage : Rebecca Edwards Daniël Veerman Arbitre vidéo : Lorijn de Kraker |
| 4 octobre 2024 16h45 | Rapport   |         |                                                | Arbitrage : Rebecca Edwards Daniël Veerman Arbitre vidéo : Lorijn de Kraker | Arbitrage : Rebecca Edwards Daniël Veerman Arbitre vidéo : Lorijn de Kraker |

| Match 13             | TJ Plzeň-Litice | 0 - 1   | SV Arminen  |                                                                            |                                                                            |
| 6 octobre 2024 10h15 |                 | (0 - 0) | 60e Streyer | Arbitrage : Lorijn de Kraker Alex Fedenczuk Arbitre vidéo : Daniël Veerman | Arbitrage : Lorijn de Kraker Alex Fedenczuk Arbitre vidéo : Daniël Veerman |
| 6 octobre 2024 10h15 | Rapport         |         |             | Arbitrage : Lorijn de Kraker Alex Fedenczuk Arbitre vidéo : Daniël Veerman | Arbitrage : Lorijn de Kraker Alex Fedenczuk Arbitre vidéo : Daniël Veerman |

| Match 15             | Waterloo Ducks HC            | 2 - 1   | Western Wildcats HC |                                                                           |                                                                           |
| 6 octobre 2024 14h45 | Langendries 19e · Domene 53e | (1 - 1) | 30e Homfray         | Arbitrage : Tim Meissner Antonio Ilgrande Arbitre vidéo : Rebecca Edwards | Arbitrage : Tim Meissner Antonio Ilgrande Arbitre vidéo : Rebecca Edwards |
| 6 octobre 2024 14h45 | Rapport                      |         |                     | Arbitrage : Tim Meissner Antonio Ilgrande Arbitre vidéo : Rebecca Edwards | Arbitrage : Tim Meissner Antonio Ilgrande Arbitre vidéo : Rebecca Edwards |

### Deuxième tour préliminaire
| Match 6              | Lille MHC | 0 - 4   | Royal Léopold Club                           |                                                                              |                                                                              |
| 4 octobre 2024 14h30 |           | (0 - 1) | 21e, 60e Boon · 33e A. Verdussen · 54e Onana | Arbitrage : Shane O'Donnell Alex Fedenczuk Arbitre vidéo : Sophie Bockelmann | Arbitrage : Shane O'Donnell Alex Fedenczuk Arbitre vidéo : Sophie Bockelmann |
| 4 octobre 2024 14h30 | Rapport   |         |                                              | Arbitrage : Shane O'Donnell Alex Fedenczuk Arbitre vidéo : Sophie Bockelmann | Arbitrage : Shane O'Donnell Alex Fedenczuk Arbitre vidéo : Sophie Bockelmann |

| Match 8              | Mannheimer HC | 0 - 3   | HC Bloemendaal                    |                                                                              |                                                                              |
| 4 octobre 2024 19h00 |               | (0 - 0) | 32e Ephraums · 41e, 60e Warmerdam | Arbitrage : Magali Sergeant Antonio Ilgrande Arbitre vidéo : Shane O'Donnell | Arbitrage : Magali Sergeant Antonio Ilgrande Arbitre vidéo : Shane O'Donnell |
| 4 octobre 2024 19h00 | Rapport       |         |                                   | Arbitrage : Magali Sergeant Antonio Ilgrande Arbitre vidéo : Shane O'Donnell | Arbitrage : Magali Sergeant Antonio Ilgrande Arbitre vidéo : Shane O'Donnell |

| Match 14             | HC Rotterdam                                                            | 3 - 3             | Hamburger Polo Club                                         |                                                                            |                                                                            |
| 6 octobre 2024 12h30 | Van der Wielen 6e · Jansen 49e · Hertzberger 60e                        | (1 - 2)           | 11e Craig · 15e, 41e Russell                                | Arbitrage : Rebecca Edwards Shane O'Donnell Arbitre vidéo : Alex Fedenczuk | Arbitrage : Rebecca Edwards Shane O'Donnell Arbitre vidéo : Alex Fedenczuk |
| 6 octobre 2024 12h30 | Rapport                                                                 |                   |                                                             | Arbitrage : Rebecca Edwards Shane O'Donnell Arbitre vidéo : Alex Fedenczuk | Arbitrage : Rebecca Edwards Shane O'Donnell Arbitre vidéo : Alex Fedenczuk |
| 6 octobre 2024 12h30 | Hertzberger · Jansen · Menini · Van Dam · Recasens · ---- · Hertzberger | Tirs au but 4 - 3 | Brand · Craig · Russell · Smith · Bosserhoff · ---- · Brand | Arbitrage : Rebecca Edwards Shane O'Donnell Arbitre vidéo : Alex Fedenczuk | Arbitrage : Rebecca Edwards Shane O'Donnell Arbitre vidéo : Alex Fedenczuk |

| Match 16             | Surbiton HC                 | 3 - 2   | Wimbledon HC             |                                                                             |                                                                             |
| 6 octobre 2024 17h00 | Taylor 8e · Walker 15e, 44e | (2 - 1) | 29e Hooper · 50e Newbold | Arbitrage : Magali Sergeant Daniël Veerman Arbitre vidéo : Michael Dutrieux | Arbitrage : Magali Sergeant Daniël Veerman Arbitre vidéo : Michael Dutrieux |
| 6 octobre 2024 17h00 | Rapport                     |         |                          | Arbitrage : Magali Sergeant Daniël Veerman Arbitre vidéo : Michael Dutrieux | Arbitrage : Magali Sergeant Daniël Veerman Arbitre vidéo : Michael Dutrieux |

### Classement final préliminaire
| Rang                              | Équipe                  | J | V | N | P | BP | BC | +/- | Pts |
| --------------------------------- | ----------------------- | - | - | - | - | -- | -- | --- | --- |
| 1                                 | Royal Léopold Club      | 2 | 2 | 0 | 0 | 8  | 2  | +6  | 6   |
| 1                                 | HC Bloemendaal          | 2 | 2 | 0 | 0 | 5  | 1  | +4  | 6   |
| 1                                 | Surbiton HC             | 2 | 2 | 0 | 0 | 7  | 4  | +3  | 6   |
| 1                                 | HC Rotterdam            | 2 | 1 | 1 | 0 | 12 | 3  | +9  | 4   |
| 9                                 | Hamburger Polo Club     | 2 | 1 | 1 | 0 | 14 | 4  | +10 | 4   |
| 9                                 | Mannheimer HC           | 2 | 1 | 0 | 1 | 8  | 3  | +5  | 3   |
| 9                                 | Wimbledon HC            | 2 | 1 | 0 | 1 | 5  | 4  | +1  | 3   |
| 9                                 | Lille MHC               | 2 | 0 | 1 | 1 | 1  | 5  | -4  | 1   |
| Éliminés au 1er tour préliminaire |                         |   |   |   |   |    |    |     |     |
| 13                                | Real Club de Polo       | 2 | 1 | 0 | 1 | 5  | 3  | +2  | 3   |
| 13                                | Banbridge HC            | 2 | 0 | 0 | 2 | 5  | 4  | +1  | 3   |
| 13                                | Waterloo Ducks HC       | 2 | 1 | 0 | 1 | 4  | 5  | -1  | 3   |
| 13                                | SV Arminen              | 2 | 1 | 0 | 1 | 2  | 11 | -9  | 3   |
| 17                                | Grasshopper Club Zürich | 2 | 0 | 1 | 1 | 1  | 4  | -3  | 1   |
| 17                                | Western Wildcats HC     | 2 | 0 | 0 | 2 | 2  | 5  | -3  | 0   |
| 17                                | TJ Plzeň-Litice         | 2 | 0 | 0 | 2 | 0  | 10 | -10 | 0   |
| 17                                | AHTC Wien P             | 2 | 0 | 0 | 2 | 1  | 12 | -11 | 0   |

## Phase finale
Le 7 novembre 2024, le club néerlandais du HC 's-Hertogenbosch a été désigné comme organisateur de la phase finale qui se tiendra du 16 au 21 avril 2025 au Sportpark Oosterplas. Le tirage au sort se déroule quant à lui le 4 décembre 2024.

### Tirage au sort
| # | Tête de série        |
| - | -------------------- |
| 1 | SV Kampong           |
| 2 | La Gantoise HC       |
| 3 | Old Georgians HC     |
| 4 | Club Campo de Madrid |

| # | Non tête de série  |
| - | ------------------ |
| 5 | HC Rotterdam       |
| 6 | Royal Léopold Club |
| 7 | Surbiton HC        |
| 9 | HC Bloemendaal     |

### Tableau final
|  | Quarts de finale | Quarts de finale     | Quarts de finale | Quarts de finale |       |                | Demi-finales  | Demi-finales  | Demi-finales                  | Demi-finales                  |                               |                               | Finale        | Finale        | Finale        | Finale        |
|  |                  |                      |                  |                  |       |                |               |               |                               |                               |                               |                               |               |               |               |               |
|  | 17 avril 2025    | 17 avril 2025        | 17 avril 2025    | 17 avril 2025    |       |                | 19 avril 2025 | 19 avril 2025 | 19 avril 2025                 | 19 avril 2025                 |                               |                               | 21 avril 2025 | 21 avril 2025 | 21 avril 2025 | 21 avril 2025 |
|  | 17 avril 2025    | 17 avril 2025        | 17 avril 2025    | 17 avril 2025    |       |                | 19 avril 2025 | 19 avril 2025 | 19 avril 2025                 | 19 avril 2025                 |                               |                               | 21 avril 2025 | 21 avril 2025 | 21 avril 2025 | 21 avril 2025 |
|  | 1                | SV Kampong           | 3                | 3                |       |                | 19 avril 2025 | 19 avril 2025 | 19 avril 2025                 | 19 avril 2025                 |                               |                               | 21 avril 2025 | 21 avril 2025 | 21 avril 2025 | 21 avril 2025 |
|  | 1                | SV Kampong           | 3                | 3                |       |                | 19 avril 2025 | 19 avril 2025 | 19 avril 2025                 | 19 avril 2025                 |                               |                               | 21 avril 2025 | 21 avril 2025 | 21 avril 2025 | 21 avril 2025 |
|  | 7                | Surbiton HC          | 1                | 1                |       |                | 19 avril 2025 | 19 avril 2025 | 19 avril 2025                 | 19 avril 2025                 |                               |                               | 21 avril 2025 | 21 avril 2025 | 21 avril 2025 | 21 avril 2025 |
|  | 7                | Surbiton HC          | 1                | 1                | 1     | SV Kampong     | 0             | 0             |                               |                               |                               |                               | 21 avril 2025 | 21 avril 2025 | 21 avril 2025 | 21 avril 2025 |
|  | 17 avril 2025    |                      |                  |                  | 1     | SV Kampong     | 0             | 0             |                               |                               |                               |                               | 21 avril 2025 | 21 avril 2025 | 21 avril 2025 | 21 avril 2025 |
|  |                  |                      | 9                | HC Bloemendaal   | 3     | 3              |               |               |                               |                               |                               |                               | 21 avril 2025 | 21 avril 2025 | 21 avril 2025 | 21 avril 2025 |
|  | 4                | Club Campo de Madrid | 9                | HC Bloemendaal   | 3     | 3              | 1             | 1             |                               |                               |                               |                               | 21 avril 2025 | 21 avril 2025 | 21 avril 2025 | 21 avril 2025 |
|  | 4                | Club Campo de Madrid | 19 avril 2025    |                  |       |                | 1             | 1             |                               |                               |                               |                               | 21 avril 2025 | 21 avril 2025 | 21 avril 2025 | 21 avril 2025 |
|  | 9                | HC Bloemendaal       | 2                | 2                |       |                |               |               |                               |                               |                               |                               | 21 avril 2025 | 21 avril 2025 | 21 avril 2025 | 21 avril 2025 |
|  | 9                | HC Bloemendaal       | 2                | 2                | 9     | HC Bloemendaal | 2             | 2             |                               |                               |                               |                               |               |               |               |               |
|  | 18 avril 2025    |                      |                  |                  | 9     | HC Bloemendaal | 2             | 2             |                               |                               |                               |                               |               |               |               |               |
|  |                  |                      | 2                | La Gantoise HC   | 5     | 5              |               |               |                               |                               |                               |                               |               |               |               |               |
|  | 2                | La Gantoise HC       | 2                | La Gantoise HC   | 5     | 5              | 4             | 4             |                               |                               |                               |                               |               |               |               |               |
|  | 2                | La Gantoise HC       |                  |                  |       |                |               |               |                               |                               |                               |                               |               |               |               |               |
|  | 6                | Royal Léopold Club   | 0                | 0                |       |                |               |               |                               |                               |                               |                               |               |               |               |               |
|  | 6                | Royal Léopold Club   | 0                | 0                | 2     | La Gantoise HC | 2 (4)tab      | 2 (4)tab      | Match pour la troisième place | Match pour la troisième place | Match pour la troisième place | Match pour la troisième place |               |               |               |               |
|  | 18 avril 2025    |                      |                  |                  | 2     | La Gantoise HC | 2 (4)tab      | 2 (4)tab      | Match pour la troisième place | Match pour la troisième place | Match pour la troisième place | Match pour la troisième place |               |               |               |               |
|  |                  |                      | 5                | HC Rotterdam     | 2 (3) | 2 (3)          |               |               | 21 avril 2025                 | 21 avril 2025                 | 21 avril 2025                 | 21 avril 2025                 |               |               |               |               |
|  | 3                | Old Georgians HC     | 5                | HC Rotterdam     | 2 (3) | 2 (3)          | 3             | 3             | 21 avril 2025                 | 21 avril 2025                 | 21 avril 2025                 | 21 avril 2025                 |               |               |               |               |
|  | 3                | Old Georgians HC     |                  |                  |       |                |               | 3             |                               |                               | 1                             | SV Kampong                    | 0             | 0             |               |               |
|  | 5                | HC Rotterdam         | 6                | 6                |       |                |               |               |                               |                               | 1                             | SV Kampong                    | 0             | 0             |               |               |
|  | 5                | HC Rotterdam         | 6                | 6                | 5     | HC Rotterdam   | 2             | 2             |                               |                               |                               |                               |               |               |               |               |
|  |                  |                      |                  |                  |       |                |               |               |                               |                               |                               |                               |               |               |               |               |

### Quarts de finale
| Match 1             | SV Kampong                        | 3 - 1   | Surbiton HC |                                                                         |                                                                         |
| 17 avril 2025 17h15 | Janssen 11e, 13e · Telgenkamp 45e | (2 - 1) | 30e Smith   | Arbitrage : Ben Göntgen Michael Dutrieux Arbitre vidéo : Gemma Calderon | Arbitrage : Ben Göntgen Michael Dutrieux Arbitre vidéo : Gemma Calderon |
| 17 avril 2025 17h15 | Rapport                           |         |             | Arbitrage : Ben Göntgen Michael Dutrieux Arbitre vidéo : Gemma Calderon | Arbitrage : Ben Göntgen Michael Dutrieux Arbitre vidéo : Gemma Calderon |

| Match 2             | HC Bloemendaal                  | 2 - 1   | Club Campo de Madrid |                                                                       |                                                                       |
| 17 avril 2025 19h30 | Van der Drift 2e · Brinkman 15e | (2 - 0) | 38e Curiel           | Arbitrage : Nick Bennett Sarah Wilson Arbitre vidéo : Magali Sergeant | Arbitrage : Nick Bennett Sarah Wilson Arbitre vidéo : Magali Sergeant |
| 17 avril 2025 19h30 | Rapport                         |         |                      | Arbitrage : Nick Bennett Sarah Wilson Arbitre vidéo : Magali Sergeant | Arbitrage : Nick Bennett Sarah Wilson Arbitre vidéo : Magali Sergeant |

| Match 3             | Royal Léopold Club | 0 - 4   | La Gantoise HC                               |                                                                        |                                                                        |
| 18 avril 2025 15h30 |                    | (0 - 1) | 3e Masson · 42e Casella · 45e, 53e Hendrickx | Arbitrage : Michiel Otten Lorijn de Kraker Arbitre vidéo : Ben Göntgen | Arbitrage : Michiel Otten Lorijn de Kraker Arbitre vidéo : Ben Göntgen |
| 18 avril 2025 15h30 | Rapport            |         |                                              | Arbitrage : Michiel Otten Lorijn de Kraker Arbitre vidéo : Ben Göntgen | Arbitrage : Michiel Otten Lorijn de Kraker Arbitre vidéo : Ben Göntgen |

| Match 4             | Old Georgians HC                       | 3 - 6   | HC Rotterdam                                                                           |                                                                                    |                                                                                    |
| 18 avril 2025 17h45 | Jackson 37e · J. Carson 48e · Ward 59e | (0 - 1) | 23e Jansen · 40e, 48e Hertzberger · 41e Van Dam · 51e P. Van der Heijden · 55e Lucieer | Arbitrage : Benjamin Messerli Magali Sergeant Arbitre vidéo : Lukasz Zwierzchowski | Arbitrage : Benjamin Messerli Magali Sergeant Arbitre vidéo : Lukasz Zwierzchowski |
| 18 avril 2025 17h45 | Rapport                                |         |                                                                                        | Arbitrage : Benjamin Messerli Magali Sergeant Arbitre vidéo : Lukasz Zwierzchowski | Arbitrage : Benjamin Messerli Magali Sergeant Arbitre vidéo : Lukasz Zwierzchowski |

### Matchs pour la5eplace
| Match 5             | Surbiton HC                           | 2 - 2             | Club Campo de Madrid                                   |                                                                          |                                                                          |
| 19 avril 2025 11h30 | Taylor 12e · Middleton 38e            | (1 - 1)           | 23e Sánchez · 49e García                               | Arbitrage : Michiel Otten Benjamin Messerli Arbitre vidéo : Sarah Wilson | Arbitrage : Michiel Otten Benjamin Messerli Arbitre vidéo : Sarah Wilson |
| 19 avril 2025 11h30 | Rapport                               |                   |                                                        | Arbitrage : Michiel Otten Benjamin Messerli Arbitre vidéo : Sarah Wilson | Arbitrage : Michiel Otten Benjamin Messerli Arbitre vidéo : Sarah Wilson |
| 19 avril 2025 11h30 | Walker · Park · Rushmere · Farrington | Tirs au but 3 - 2 | Vilallonga · Rodríguez · Abajo · Zorita · Delavignette | Arbitrage : Michiel Otten Benjamin Messerli Arbitre vidéo : Sarah Wilson | Arbitrage : Michiel Otten Benjamin Messerli Arbitre vidéo : Sarah Wilson |

| Match 8             | Old Georgians HC            | 3 - 2   | Royal Léopold Club           |                                                                            |                                                                            |
| 20 avril 2025 10h15 | Ward 21e, 28e · Jackson 54e | (2 - 2) | 10e A. Verdussen · 23e Onana | Arbitrage : Michiel Otten Ben Göntgen Arbitre vidéo : Lukasz Zwierzchowski | Arbitrage : Michiel Otten Ben Göntgen Arbitre vidéo : Lukasz Zwierzchowski |
| 20 avril 2025 10h15 | Rapport                     |         |                              | Arbitrage : Michiel Otten Ben Göntgen Arbitre vidéo : Lukasz Zwierzchowski | Arbitrage : Michiel Otten Ben Göntgen Arbitre vidéo : Lukasz Zwierzchowski |

### Demi-finales
| Match 6             | SV Kampong | 0 - 3   | HC Bloemendaal                        |                                                                          |                                                                          |
| 19 avril 2025 16h00 |            | (0 - 0) | 38e Croon · 40e Wortelboer · 58e Veen | Arbitrage : Ben Göntgen Michaël Dutrieux Arbitre vidéo : Magali Sergeant | Arbitrage : Ben Göntgen Michaël Dutrieux Arbitre vidéo : Magali Sergeant |
| 19 avril 2025 16h00 | Rapport    |         |                                       | Arbitrage : Ben Göntgen Michaël Dutrieux Arbitre vidéo : Magali Sergeant | Arbitrage : Ben Göntgen Michaël Dutrieux Arbitre vidéo : Magali Sergeant |

| Match 7             | HC Rotterdam                                       | 2 - 2             | La Gantoise HC                             |                                                                               |                                                                               |
| 19 avril 2025 18h15 | Hertzberger 34e · Van Dam 35e                      | (0 - 1)           | 15e Tynevez · 45e Hendrickx                | Arbitrage : Lukasz Zwierzchowski Nick Bennett Arbitre vidéo : Rebecca Edwards | Arbitrage : Lukasz Zwierzchowski Nick Bennett Arbitre vidéo : Rebecca Edwards |
| 19 avril 2025 18h15 | Rapport                                            |                   |                                            | Arbitrage : Lukasz Zwierzchowski Nick Bennett Arbitre vidéo : Rebecca Edwards | Arbitrage : Lukasz Zwierzchowski Nick Bennett Arbitre vidéo : Rebecca Edwards |
| 19 avril 2025 18h15 | Hertzberger · Van Dam · Jansen · Menini · Recasens | Tirs au but 3 - 4 | Casella · Tynevez · Kina · Murray · Hellin | Arbitrage : Lukasz Zwierzchowski Nick Bennett Arbitre vidéo : Rebecca Edwards | Arbitrage : Lukasz Zwierzchowski Nick Bennett Arbitre vidéo : Rebecca Edwards |

### Match pour la3eplace
| Match 9             | SV Kampong | 0 - 2   | HC Rotterdam             |                                                                           |                                                                           |
| 21 avril 2025 09h15 |            | (0 - 0) | 47e Boeren · 60e Van Dam | Arbitrage : Magali Sergeant Michaël Dutrieux Arbitre vidéo : Sarah Wilson | Arbitrage : Magali Sergeant Michaël Dutrieux Arbitre vidéo : Sarah Wilson |
| 21 avril 2025 09h15 | Rapport    |         |                          | Arbitrage : Magali Sergeant Michaël Dutrieux Arbitre vidéo : Sarah Wilson | Arbitrage : Magali Sergeant Michaël Dutrieux Arbitre vidéo : Sarah Wilson |

### Finale
| Match 10            | HC Bloemendaal              | 2 - 5   | La Gantoise HC                                     |                                                                   |                                                                   |
| 21 avril 2025 13h45 | Wallace 44e · Warmerdam 47e | (0 - 1) | 28e, 46e, 59e Hendrickx · 38e Hellin · 45e Tynevez | Arbitrage : Ben Göntgen Nick Bennett Arbitre vidéo : Sarah Wilson | Arbitrage : Ben Göntgen Nick Bennett Arbitre vidéo : Sarah Wilson |
| 21 avril 2025 13h45 | Rapport                     |         |                                                    | Arbitrage : Ben Göntgen Nick Bennett Arbitre vidéo : Sarah Wilson | Arbitrage : Ben Göntgen Nick Bennett Arbitre vidéo : Sarah Wilson |

## Statistiques

### Buteurs

#### Phase préliminaire
|   | Buteur                | Club                | Buts |
| - | --------------------- | ------------------- | ---- |
| 1 | Jeroen Hertzberger    | HC Rotterdam        | 7    |
| 2 | Tom Boon              | Royal Léopold Club  | 6    |
| 3 | Gonzalo Peillat       | Mannheimer HC       | 4    |
| 3 | Kane Russell          | Hamburger Polo Club | 4    |
| 5 | Philip Brown          | Banbridge HC        | 3    |
| 5 | Samuel Hooper         | Wimbledon HC        | 3    |
| 5 | Benedikt Schwarzhaupt | Real Club de Polo   | 3    |
| 5 | Luke Taylor           | Surbiton HC         | 3    |
| 5 | Struan Walker         | Surbiton HC         | 3    |

#### Phase finale
|   | Buteur              | Club             | Buts |
| - | ------------------- | ---------------- | ---- |
| 1 | Alexander Hendrickx | La Gantoise HC   | 6    |
| 2 | Jeroen Hertzberger  | HC Rotterdam     | 3    |
| 2 | Thijs van Dam       | HC Rotterdam     | 3    |
| 2 | Sam Ward            | Old Georgians HC | 3    |
| 5 | Ashley Jackson      | Old Georgians HC | 2    |
| 5 | Jip Janssen         | SV Kampong       | 2    |
| 5 | Etienne Tynevez     | La Gantoise HC   | 2    |

### Classement final
| Rang                         | Équipe               | J | V | N | P | BP | BC | +/- | Pts |
| ---------------------------- | -------------------- | - | - | - | - | -- | -- | --- | --- |
| Médaille d'or, Europe        | La Gantoise HC       | 3 | 2 | 1 | 0 | 11 | 4  | +7  | 7   |
| Médaille d'argent, Europe    | HC Bloemendaal       | 3 | 2 | 0 | 1 | 7  | 6  | +1  | 6   |
| Médaille de bronze, Europe   | HC Rotterdam         | 3 | 2 | 1 | 0 | 10 | 5  | +5  | 7   |
| 4                            | SV Kampong           | 3 | 1 | 0 | 2 | 3  | 6  | -3  | 3   |
| Éliminés en quarts de finale |                      |   |   |   |   |    |    |     |     |
| 5                            | Old Georgians HC     | 2 | 1 | 0 | 1 | 6  | 8  | -2  | 3   |
| 5                            | Surbiton HC          | 2 | 0 | 1 | 1 | 3  | 5  | -2  | 1   |
| 7                            | Club Campo de Madrid | 2 | 0 | 1 | 1 | 3  | 4  | -1  | 1   |
| 7                            | Royal Léopold Club   | 2 | 0 | 0 | 2 | 2  | 7  | -5  | 0   |